# Ludwig Ferdinand von Bayern

Dr. Ludwig Ferdinand

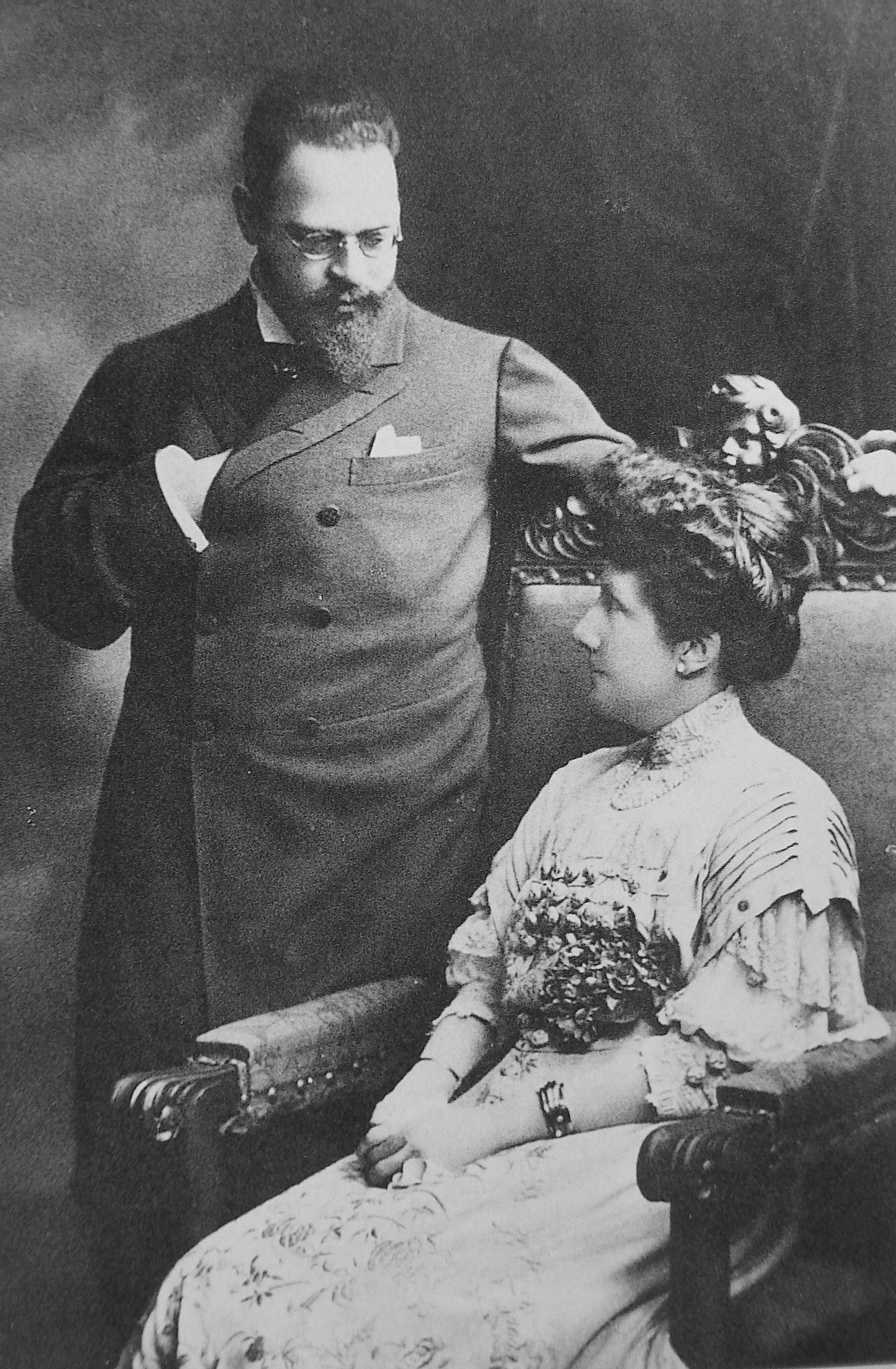
Ludwig Ferdinand mit seiner Cousine und Ehefrau María de la Paz

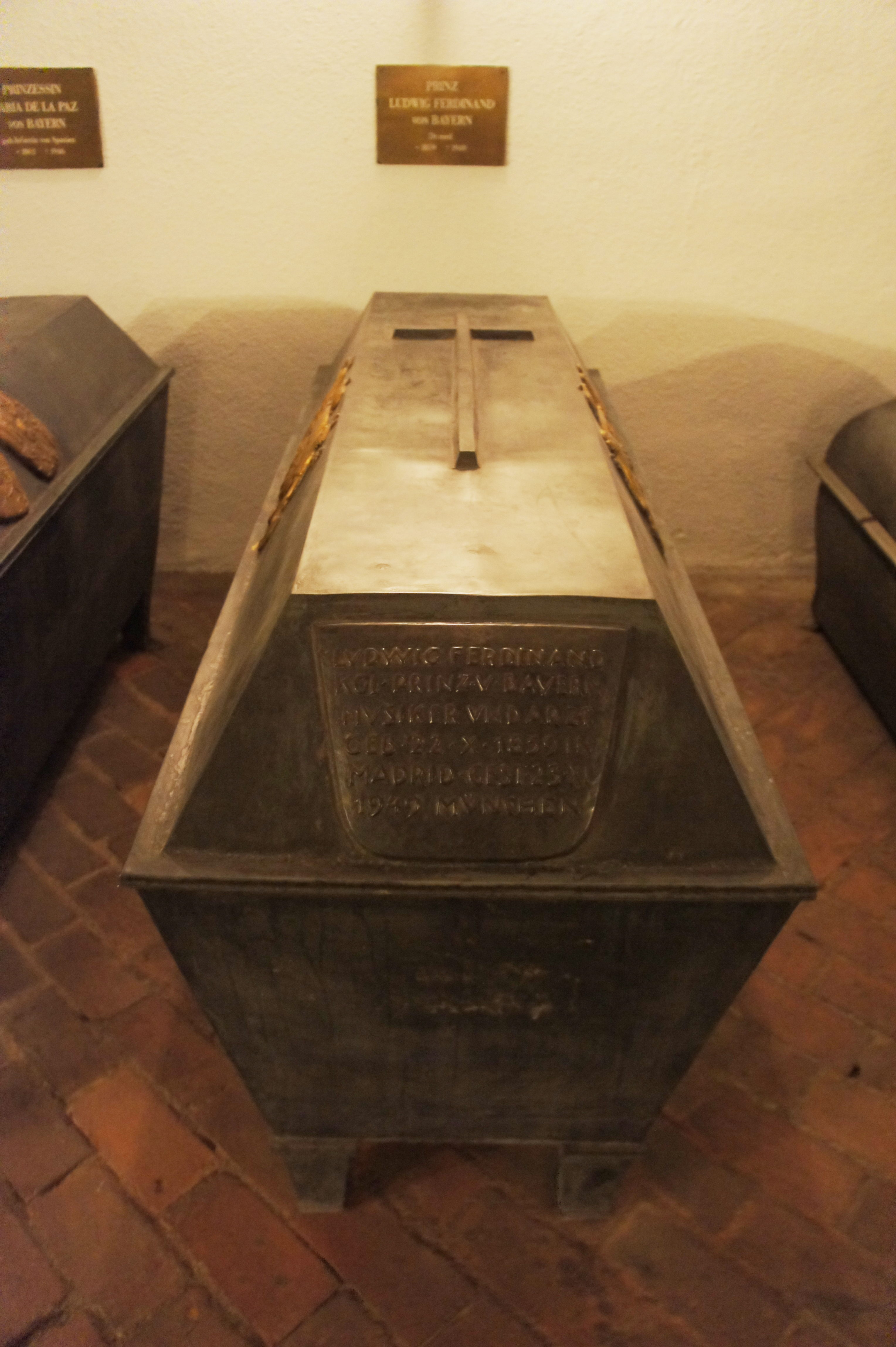
Sarkophag Ludwig Ferdinands in der Wittelsbachergruft von St. Michael in München

Ludwig Ferdinand Maria Karl Heinrich Adalbert Franz Philipp Andreas Konstantin von Bayern (* 22. Oktober 1859 in Madrid; † 23. November 1949 in München) war ein deutscher Arzt, Künstler und Philanthrop, Prinz von Bayern, Infant von Spanien und General der Kavallerie, General des medizinischen Corps der königlich-spanischen Armee sowie Ehrenchirurg der Königlich-Spanischen Akademie.

## Leben

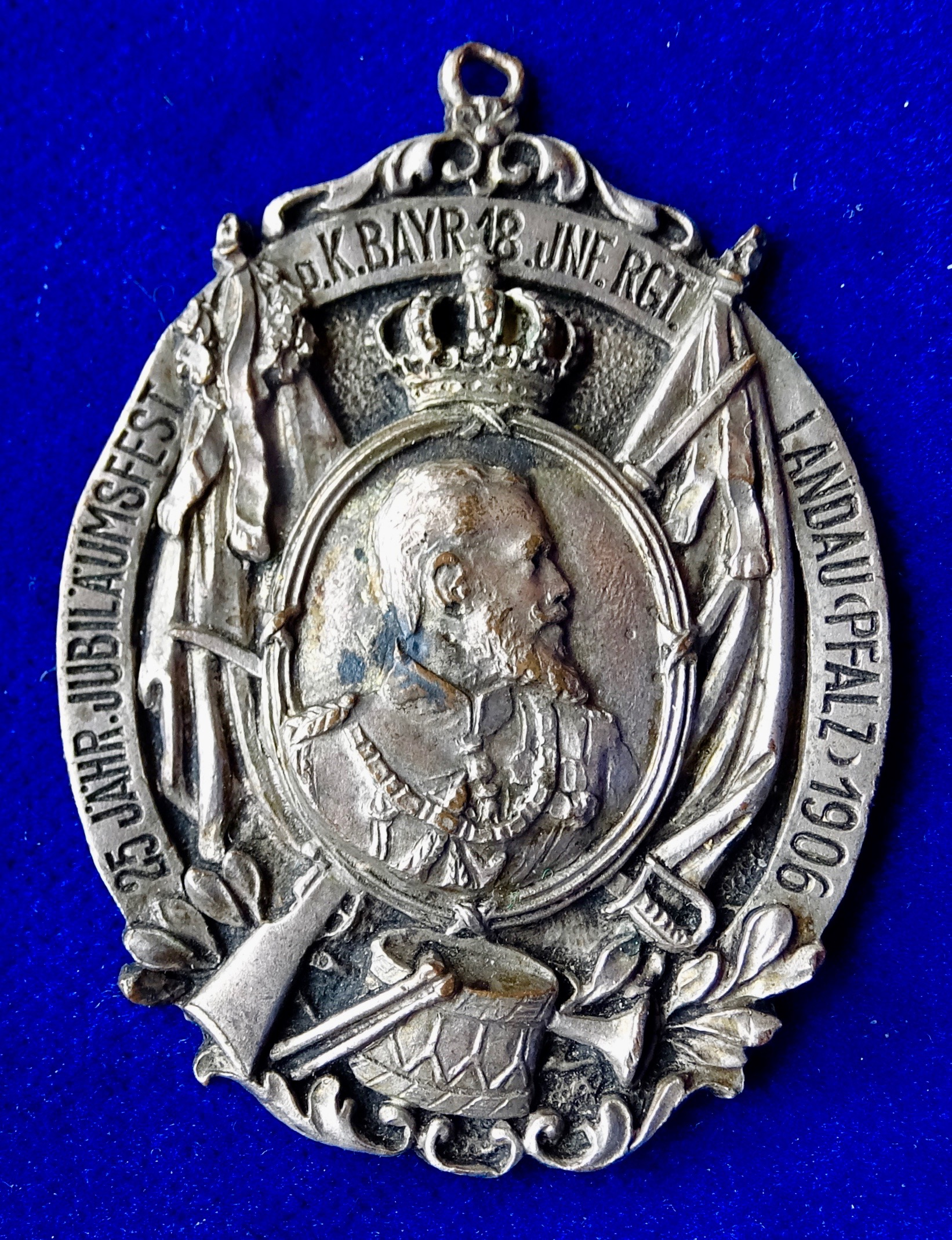
Ludwig Ferdinand, Prinz von Bayern, Medaille 1906 zum 25. Jubiläumsfest seines Infanterie-Regiments in Landau in der Pfalz.

Ludwig Ferdinand Prinz von Bayern war der älteste Sohn von Adalbert Prinz von Bayern (1828–1875), dem Erbprinzen von Griechenland aus dem Hause Wittelsbach, und seiner Ehefrau Amalia del Pilar de Borbón, Infantin von Spanien (1834–1905), Tochter von Francisco de Paula de Borbón, Herzog von Cádiz und dessen Gemahlin Luisa Carlota von Neapel-Sizilien. Prinz Ludwig Ferdinand war Neffe väterlicherseits von König Maximilian II. Joseph, König Otto von Griechenland und des Prinzregenten Luitpold, sowie Schwiegersohn der spanischen Königin Isabella II.
Ludwig Ferdinand studierte in Heidelberg und München Medizin – wie bereits sein um 20 Jahre älterer Verwandter Herzog Carl Theodor in Bayern – und wirkte nach dem Staatsexamen und der Promotion zum Dr. med. als Facharzt für Chirurgie und Gynäkologie. Ab 1878 lebte er im später nach ihm benannten Münchner Palais Ludwig Ferdinand. Von 1883 bis 1918 war er Inhaber des 18. Infanterie-Regiments „Prinz Ludwig Ferdinand“ und Chef des 3. Schlesischen Dragoner-Regiments Nr. 15. Im Ersten Weltkrieg war er Stationschef der Chirurgischen Abteilung des Münchener Garnisonslazarettes. Im Jahr 1886 wurde er zum Mitglied der Leopoldina gewählt. 1894 wurde er Ehrenmitglied der Deutschen Gesellschaft für Innere Medizin (DGIM). Er war Ehrenmitglied in der Deutsche Gesellschaft für Gynäkologie und Geburtshilfe e. V. (DGGG).
Neben dem motorbegeisterten Bruder Kaiser Wilhelms II., Prinz Heinrich von Preußen, trat Ludwig Ferdinand 1906 als zweites Mitglied des Hochadels der DMV (Deutsche Motorfahrer-Vereinigung, gegründet 1903) bei, die sich 1911 in ADAC (Allgemeiner Deutscher Automobil-Club) umbenannte. Bereits vorher, ab 1896, war er Ehrenpräsident des Akademischen Radfahrer-Vereins in München. Ludwig Ferdinand von Bayern war auch als Musiker bekannt, er setzte unter anderem ein Gedicht „Die Wolken hängen grau hernieder“ von Hildegard Stradal in Musik um.
Ludwig Ferdinand war ein Vetter ersten Grades von König Ludwig II. von Bayern, dem er als einziger aus der königlichen Linie der Wittelsbacher nahestand. So waren er und seine Gemahlin die einzigen Verwandten des menschenscheuen Königs, die Schloss Herrenchiemsee besichtigen und im Wintergarten der Münchner Residenz speisen durften. Der letzte Brief, den Ludwig II. drei Tage vor seinem Tod geschrieben hat, ist an Prinz Ludwig Ferdinand adressiert. Bei seiner Gefangennahme auf Schloss Neuschwanstein 1886 rief der entmündigte König seinen Cousin telegraphisch zu Hilfe, der auch sofort aus Nymphenburg aufbrechen wollte, als ihm jedoch vom Prinzregenten Luitpold die Abreise verboten wurde.
Max von Redwitz, der Sohn des Dichters Oskar von Redwitz, war bis 1920 der Hofmeister von Prinz Ludwig Ferdinand.

### Familie
Am 2. April 1883 heiratet er in Madrid seine Cousine María de la Paz, Infantin von Spanien (1862–1946), Tochter der Königin Isabella II. von Spanien und deren Gemahl Herzog Francisco de Asís. Aus der Ehe gingen drei Kinder hervor:
- Ferdinand Maria, Prinz von Bayern, Infant von Spanien (1884–1958)

⚭ 1906 Maria Theresia, Infantin von Spanien (1882–1912)
⚭ 1914 Maria Luisa de Silva y Fernandez de Henestrosa, Herzogin von Talavera de la Reina (1880–1955)
- Adalbert, Prinz von Bayern (1886–1970)

⚭ 1919 Auguste Gräfin von Seefried auf Buttenheim (1899–1978)
- Maria del Pilar, Prinzessin von Bayern (1891–1987), Malerin

## Museum
Das Deutsche Medizinhistorische Museum in Ingolstadt besitzt in seiner Sammlung Instrumente aus der Münchner Praxis von Ludwig Ferdinand sowie ein Ölporträt, das Ludwig Ferdinand in der Uniform eines Sanitätsoffiziers des Ersten Weltkriegs zeigt.